# Seleção Arameu de Futebol
A Seleção Aramaica de Futebol é uma equipe de futebol que representa os Arameus pelo mundo inteiro. Não é afiliada à FIFA ou a Confederação Asiática de Futebol e, portanto, não pode disputar a Copa do Mundo ou a Copa da Ásia. A equipe jogou a Copa do Mundo VIVA de 2008 onde alcançou a final, perdendo por 2 a 0 para a Padânia. Jogou na Copa do Mundo ConIFA de 2014 em Östersund, na Suécia, e faturou a medalha de bronze no jogo contra a Ossétia do Sul, vencendo por 4 a 1.
Seus atletas jogam nas divisões inferiores do futebol sueco, principalmente no Syrianska IF Kerburan e no Örebro Syrianska IF, clubes onde atuam jogadores de origem assíria.

## Registro Competitivo

### Copa do Mundo VIVA
- 2006 - Não entrou
- 2008 - Vice-campeão
- 2009 - Não entrou
- 2010 - Não entrou
- 2012 - Não entrou

### Copa do Mundo ConIFA
- 2014 - Terceiro lugar
- 2016 - Não participou
- 2018 - Não participou